# Château d'Auberville
Le château d'Auberville est une demeure du XVIe siècle, remaniée ultérieurement, qui se dresse sur le territoire de la commune française d'Auberville-la-Manuel, dans le département de la  Seine-Maritime, en région Normandie. L'édifice, propriété privée non ouverte à la visite, est inscrit au titre des monuments historiques.

## Localisation
Le château est situé sur la commune d'Auberville-la-Manuel, dans le département français de la Seine-Maritime.

## Historique
Les éléments du château actuel datent du XVe siècle, XVIe et XVIIIe siècles.
Le château appartient à la famille Toustain.
L'édifice subit des déprédations durant la guerre de Cent Ans et est restauré.
Au début du XVIIe siècle, il est acquis par Charles de Champagne. Au XVIIIe siècle des fenêtres sont créées afin d'en augmenter le confort.
En 1902, Henry Roquigny acquiert le château.
Pendant la Seconde Guerre mondiale, le lieu est réquisitionné par le Generalmajor Rommel avant son offensive sur Saint-Valery-en-Caux en juin 1940.
En 1998, le château était la possession du baron Bernard de Cools, il revient ensuite à Bruno, son quatrième fils et dernier de ses six enfants en 1999. Il est aujourd'hui la propriété de Bruno de Cools et de sa fille Marie.

## Description

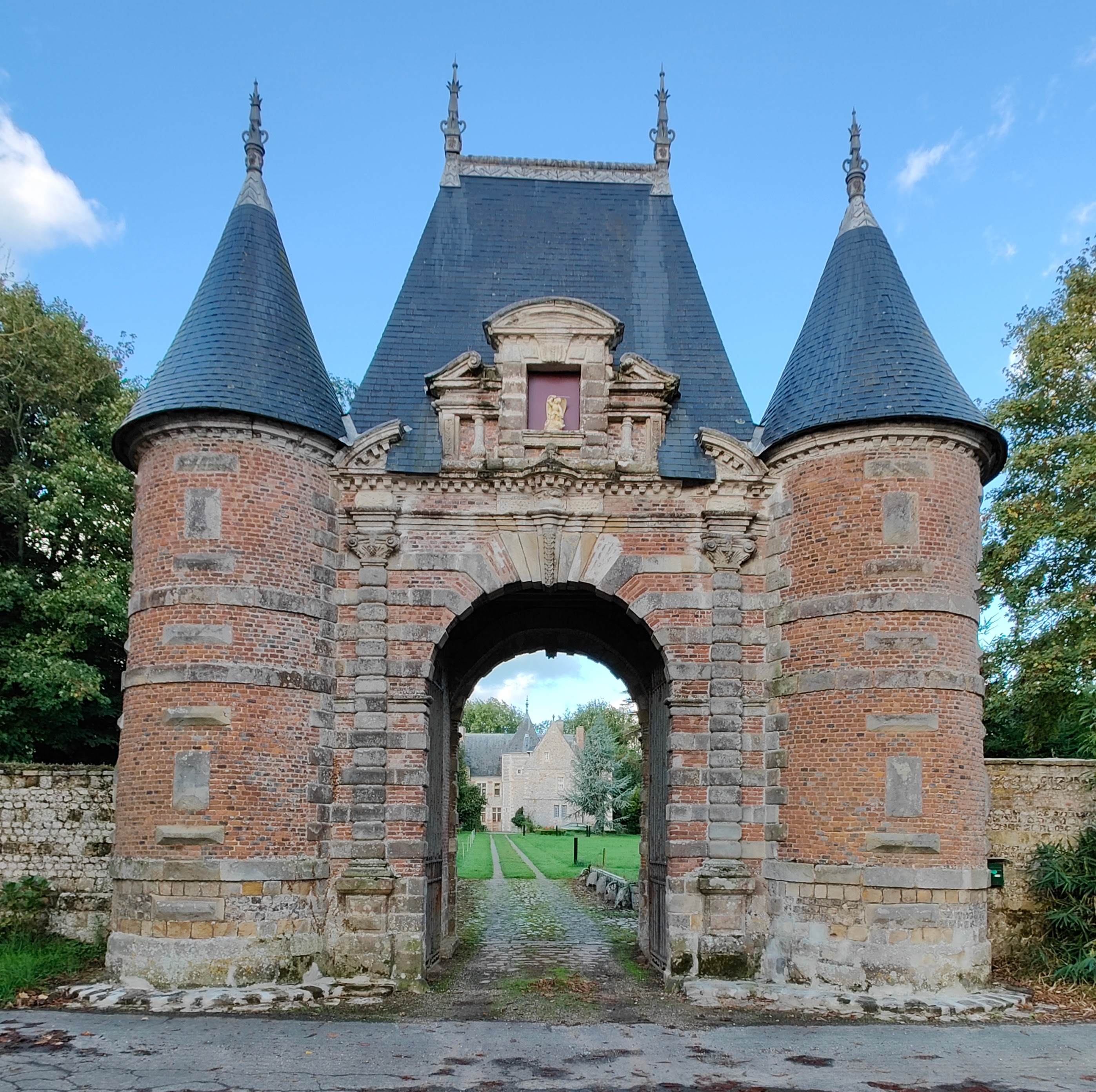
La porte Saint-Michel.

Le château bâti au milieu d'un vaste enclos rectangulaire cantonné de tours, est accessible par trois porches monumentaux, dont celui de Venesville et de Saint-Michel. Ce dernier, le plus grand, constitue un bel exemple du style Henri IV-Louis XIII.
Le château proprement dit est un édifice du XVIe siècle remanié et agrandi au XVIIe et XVIIIe siècles et profondément remanié à plusieurs reprises.
La construction est bâtie en grès et brique.
L'édifice possède des tourelles et une prison, signe du pouvoir judiciaire de la famille Toustain.

### Protection
Le château d'Auberville est inscrit au titre des monuments historiques par arrêté du 14 avril 1930.

### Liste des propriétaires
- Famille Toustain
- Famille de Champagne
  - Charles de Champagne
- Famille Roquigny
  - Henry Roquigny (1878-1972).
- Famille de Cools
  - Bernard de Cools (1908-1999), baron de Cools, neveu du précédent.
  - Bruno de Cools (1949-), baron de Cools, fils du précédent.